# Julien Cnudde
Julien Cnudde (Saint-Gilles, 22 maggio 1897 – ...) è stato un calciatore belga, di ruolo centrocampista.